# Peddie
Peddie is een dorp met 4658 inwoners, in Oost-Kaap, Zuid-Afrika.

## Subplaatsen
Het nationaal instituut voor de statistiek, Stats SA, deelt sinds de census 2011 deze hoofdplaats in in 4 zogenaamde subplaatsen (sub place):
Paradise • Peddie SP1 • Peddie SP2 • Tyebu.

## District
Het district is 1,700 km² groot en strekt tot aan de zee. De belangrijkste producten zijn vee en kleinvee. Ananas wordt er ook verbouwd.

## Geschiedenis
Het dorpje Peddie heeft zijn ontstaan te danken van de Zesde Grensoorlog die woedde van 1834 tot 1835. Tijdens deze oorlog kozen de Fingo's (de amaMfengu, Xhosa voor 'daklozen') de kant van de kolonisten. Er werd gevreesd dat er na de oorlog door de Xhosa's wraak op hen genomen zou worden. De Fingo's zijn daarom naar het zogenaamde neutrale gebied tussen de Keiskamma- en de Groot-Visrivier gevoerd om hen in bescherming te nemen. Er is in de buurt een fort gebouwd om hun aartsvijanden, de Xhosa's op een afstand te houden. Dit fort werd in 1835 gebouwd en vernoemd naar luitenant-kolonel John Peddie die in de oorlog een grote rol gespeeld had.
Onder het beleid van Lord Charles Glenelg moesten alle blanke kolonisten het gebied verlaten, onder behoud van de garnizoenen van o.a. Fort Peddie en Fort Willshire. Dat deze voorzorgsmaatregelen niet uit de lucht gegrepen waren werd duidelijk tijdens een verrassingsaanval op de Fingo's die door de Xhosaá op 12 augustus 1837 uitgevoerd werd. De Fingo-hoofdman werd in de rug gestoken toen hij poogde om met de Xhosaá te onderhandelen en korp. Porter werd samen met 10 Fingo's om het leven gebracht. De Xhosa's roofden daarna 400 stuks vee en namen de benen. Later kregen de Fingo's de schade slechts gedeeltelijk van de koloniale overheid vergoed. Het gevolg daarvan was dat andere Fingo's die ook naar Peddie overgeplaatst zouden worden liever in de door Xhosa's bewoonde Transkei gingen wonen.

Peddie op de kaart van de voormalige Ciskei

Met het uitbreken van de Zevende Grensoorlog zijn de Fingo's bij Bekastation, zo'n vier mijl van Peddie, aangevallen maar deze keer zijn de aanvallers verdreven. Op 28 mei 1846 is Fort Peddie zelf aangevallen, maar het doeltreffende kanonnenvuur vanuit het fort fnuikte de aanval van de Xhosa's. Het garnizoen leed echter een zwaar verlies toen een konvooi met 43 wagens op weg naar Fort Trompettersdrift overrompeld werd.
Na het einde van deze oorlog vonden er bij Fort Peddie besprekingen plaats tussen de gouverneur Peregrine Maitland met de Xhosa-hoofdman. Als gevolg daarvan werd het gebied tussen Keiskamma en Groot-Vis bij de Kaapkolonie ingelijfd onder de naam provincie Victoria. Eers stond het zuidelijke deel daarvan waar Fort Peddie gelegen was als Victoria-Zuid bekend. Op 8 maart 1848 is de magistratuur Fort Peddie gesticht. Pas tien jaar daarna werd de naam veranderd van Fort Peddie naar Peddie. Het heeft nog geruime tijd geduurd voordat de naam Fort Peddie werkelijk in onbruik raakte. Het noordelijk deel stond vanaf 1847 bekend als het district Victoria-Oost. De magistraat zetelde er in Alice.
De eerste magistraat (een eeuw later werd de titel veranderd in landdrost) was de heer W.M. Eyde. Metingen werden verricht voor het kadaster en weldra zijn er zich naast de Britse ambtenaren ook Engelstalige burgers komen vestigen. Al in 1841 zijn er naast het fort gebouwen opgetrokken, waarvan sommige nog tot 50 jaar geleden bestaan hebben. Anno 2016 zijn de wachttoren, het oude militaire hospitaal en een aantal barakken van de cavalerie nog herinneringen aan de grensoorlogen.
De oorlog van 1851 heeft opnieuw een gevaarlijk situatie doen ontstaan toen er een muiterij uitbrak onder de gekleurde soldaten tegen hun blanke officieren. Na deze oorlog zijn er veel burgers uit Albany, het district rond Grahamstad, samen met Engelse boeren zich in de streek komen vestigen. Er werd voorkeur gegeven aan mensen die aan de oorlog deelgenomen hadden. Na deze oorlog vestigden zich er ook een aantal Afrikaans-Nederlandse burgers op het dorp.
In de apartheidstijd werd Peddie deel van het zwarte thuisland Ciskei, wat betekende dat de blanke inwoners moesten vertrekken en de plaats een geheel zwarte bevolking kreeg.